# Number 10 (album)
Pour les articles homonymes, voir Number 10.
Albums de JJ Cale
Travel-Log
(1990) Closer to You
(1994)
Number 10 est le 10e album de l'auteur-compositeur-interprète et guitariste américain de blues rock JJ Cale.
C'est la suite de l'album précédent avec une compilation de titres inédits enregistrés entre 1984 et 1992 pour Silverstone.

## Titres
1. Lonesome Train 3:09
2. Digital Blues 3:33
3. Feeling in Love 3:20
4. Artificial Paradise 4:02
5. Passion 2:25
6. Take out Some Insurance 2:37
7. Jailer 2:50
8. Low Rider 2:45
9. Traces 3:25
10. She's In Love 3:45
11. Shady Grove 3:54
12. Roll On Mama 2:35

## Musiciens
- JJ Cale : Guitare et chant
- Bill Boatman : Fiddle
- Nick Rather : Basse (titre 6)
- Spooner Oldham : Orgue
- Tim Drummond : Basse (titre 7)
- Christine Lakeland : DX-7 (titre 9)
- Jim Karstein : Percussions (titre 11)